# D.S. (canción)
"DS" es un track del álbum de Michael Jackson de su disco HIStory: Past, Present and Future Book I del año 1995, que contiene 2 discos. Es el tema número seis en el segundo disco, una de las tres canciones de ese disco cuyas letras están impresas en el folleto del álbum, y tiene 4:49 minutos de duración. La canción es a menudo citada como una referencia peyorativa al fiscal del distrito del Condado de Santa Bárbara, Tom Sneddon, cuyo nombre es similar al tema de la canción, Dom Sheldon. La canción termina con el sonido de un disparo.
Jackson interpretó la canción en vivo en un medley junto a Come Together (cover de los Beatles), durante la primera etapa de la gira HIStory.
Cuando Jackson fue acusado de abuso sexual infantil en 1993, la investigación fue controlada por Sneddon, quien también ordenó que Jackson se tire de la búsqueda. La investigación penal se cerró por falta de pruebas y Jackson no fue acusado de un delito. Jackson se enojó por las acusaciones, su percepción de ser maltratado por la policía y los medios de comunicación, y el efecto negativo sobre su salud. 
Poco después, empezó a trabajar en su disco de 1995. La canción "D.S." está escrita, compuesta y producida por Michael Jackson, e incluye un solo de guitarra de Slash. No hubo un análisis crítico importante de la canción acerca de los exámenes generales en que se expidió la historia, pero la conexión de la canción de Tom Sneddon, se informó ampliamente en los medios de comunicación. Jackson fue, posteriormente, participante en los proyectos de codificación que hizo referencias a Sneddon y en 1993 sobre su acusación. 
Jackson fue objeto de otra denuncia de abuso sexual infantil en 2003, con la investigación y el enjuiciamiento de prueba de nuevo, dirigida por Sneddon. Estas investigaciones repetidas y comentarios despectivos contra Jackson han dado lugar a acusaciones de que Sneddon parecía tener una "venganza" contra el cantante. En 2005 los fanes del artista cantaron "D.S." fuera de su casa cada día.
- Datos: Q900731